# 科斯特羅馬
57°46′N 40°56′E / 57.767°N 40.933°E

科斯特羅馬旗幟

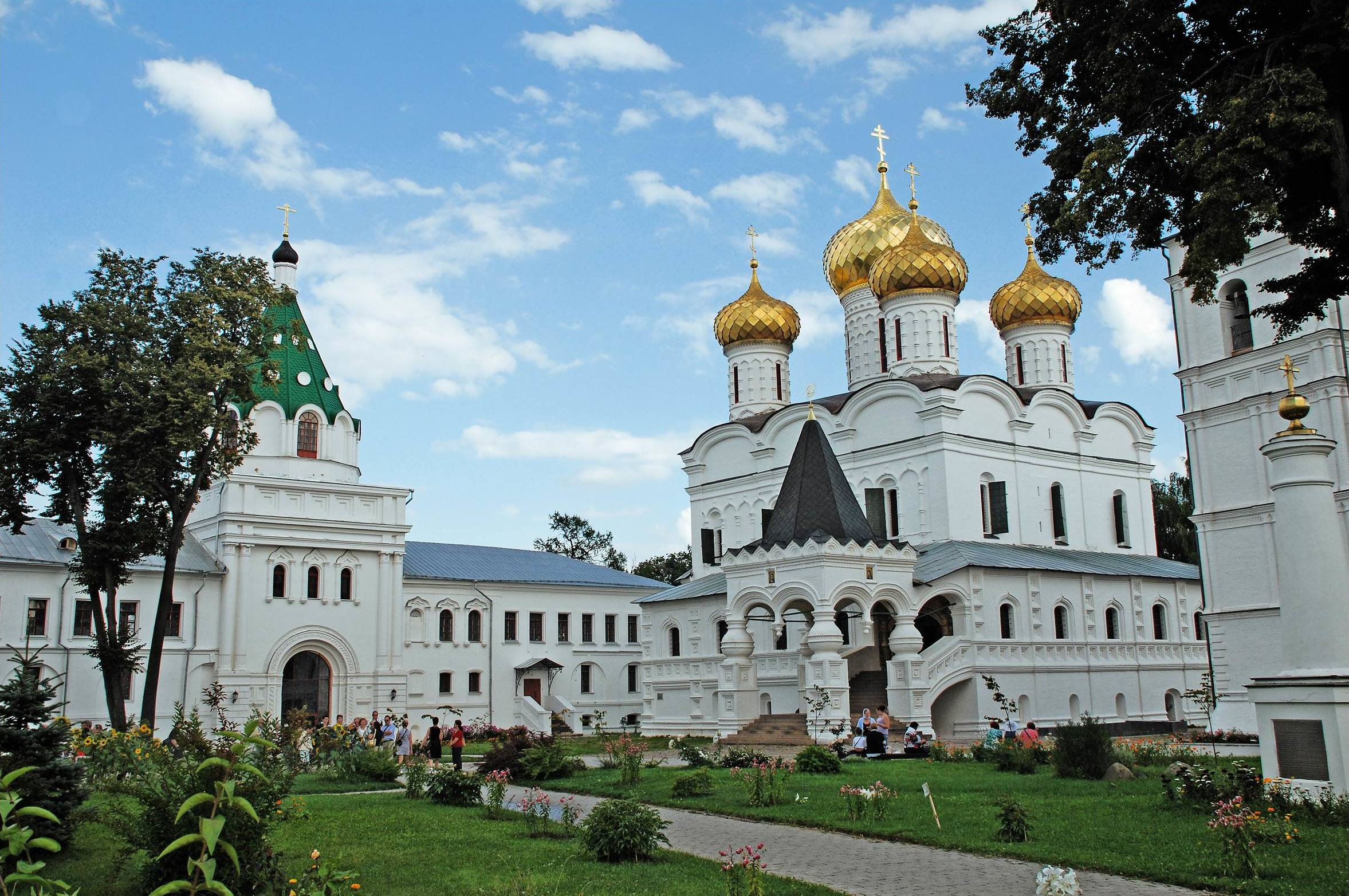
伊帕季耶夫修道院

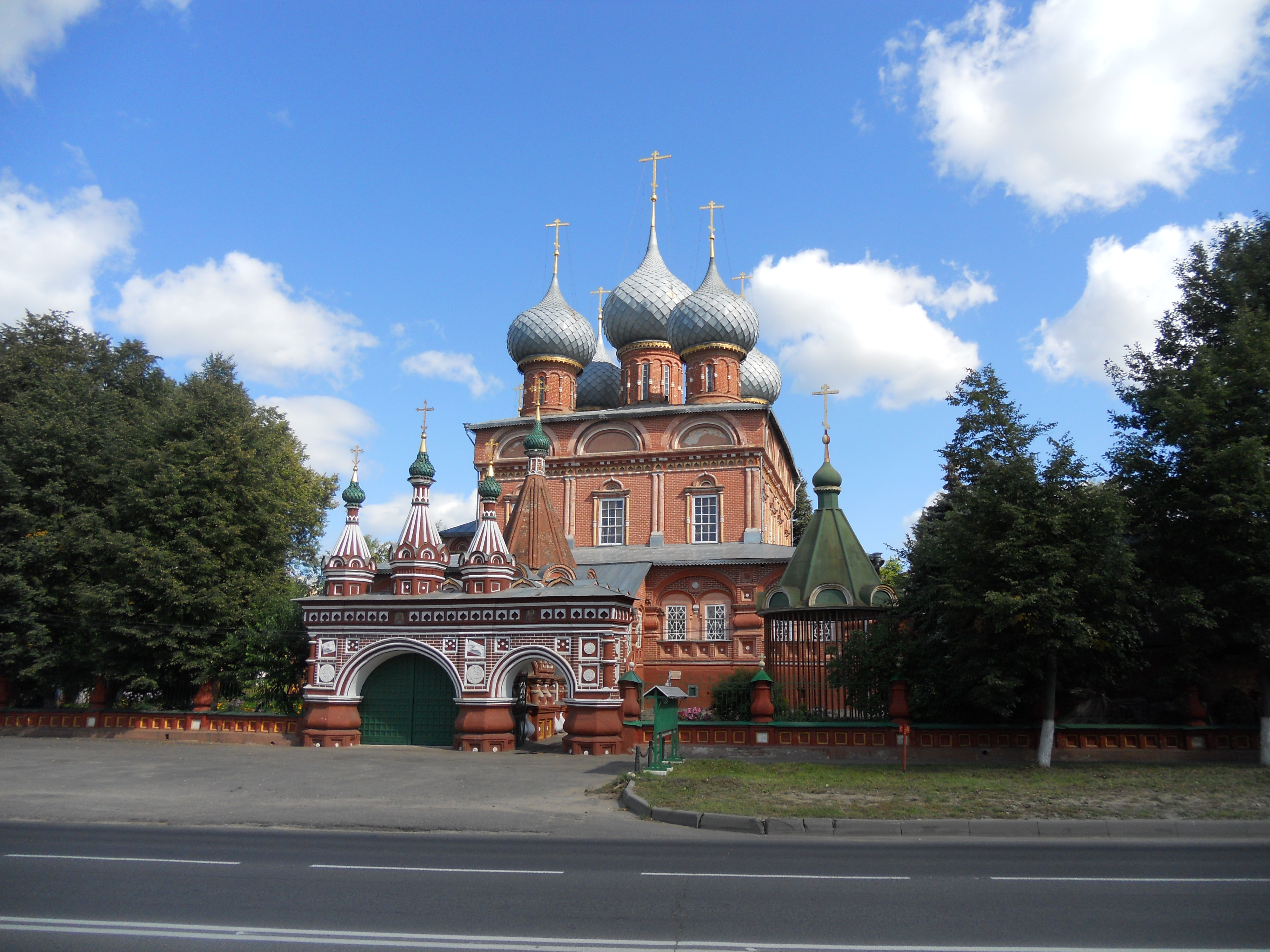
基督復活大教堂

科斯特羅馬 （俄语：Кострома́）是俄羅斯科斯特羅馬州首府、金環古城之一。位於伏爾加河與科斯特羅馬河會合之處。2022年人口277021人。

## 姐妹城市
- 法國多勒
- 中国襄阳市
- 德国亞琛
- 英国達拉謨
- 美国德罕
- 日本富山市
- 芬兰許溫凱 （页面存档备份，存于）